# Jim Belushi
James Adam „Jim“ Belushi (* 15. června 1954 Chicago) je americký herec a zpěvák s albánskými kořeny. Jeho starším bratrem byl již zesnulý John Belushi.

## Životopis
Narodil se v americkém Chicagu albánským přistěhovalcům Agnes a Adamovi Belushiovým. Vyrůstal v západní části Chicaga Wheaton. Dlouhou dobu byl ve stínu svého bratra Johna a až po jeho smrti měl možnost se naplno prosadit ve filmovém průmyslu. Zásadní průlom v jeho kariéře nastal roku 1986 díky filmu Ohledně minulé noci, kde měl možnost zahrát si vedle známých osobností jako např. Rob Lowe nebo Demi Moore. Následovaly filmy Rudé horko (1988) a K-9, můj přítel se studeným čumákem (1989), které zaznamenaly obrovský úspěch. Mezi jeho další známé filmy patří Ďáblové na kolech, Sahara, Gang policajtů, Bar Florentine nebo Muž ve stínu.
V letech 2001–2009 hrál roli Jima v seriálu According to Jim (v Česku vysílala Prima Comedy Central). V letech 2010–2011 hrál jednu z hlavních rolí v seriálu Obhájci.
Během své návštěvy albánského hlavního města Tirany obdržel 11. listopadu 2008 vyznamenání "Cti národa" od prezidenta Albánie Bamira Topia. Dne 10. října 2009 přijal albánské občanství.

## Osobní život
Belushi je dvakrát rozvedený a má tři děti. Dne 17. května 1980 se oženil se Sandrou Davenport, s níž měl syna Roberta. Po osmi letech se rozvedli. V letech 1990–1992 byl ženatý s Marjorie Bransfield. Od roku 1998 je ženatý s Jennifer Sloan, se kterou má dceru Jamison Bess a syna Jareda Jamese.

## Filmografie
| Rok       | Film                                       | Role                            | Poznámky             |
| --------- | ------------------------------------------ | ------------------------------- | -------------------- |
| 1979      | Working Stiffs                             | Ernie O'Rourke                  | 9 dílů               |
| 1981      | Zloděj                                     | Barry                           |                      |
| 1983      | Záměna                                     | Harvey                          |                      |
| 1983–1985 | Saturday Night Live                        | Různá                           | 33 dílů              |
| 1985      | Muž s červenou botou                       | Morris                          |                      |
| 1986      | Malý krámek hrůz                           | Patrick                         |                      |
| 1986      | Salvador                                   | Doctor Rock                     |                      |
| 1986      | Jumpin' Jack Flash                         | Policejní důstojník             |                      |
| 1986      | Ohledně minulé noci                        | Bernie Litgo                    |                      |
| 1987      | Ředitel školy                              | Rick Latimer                    |                      |
| 1987      | Opravdoví muži                             | Nick Pirandello                 |                      |
| 1988      | Rudé horko                                 | Detektiv Ridzic                 |                      |
| 1989      | K-9, můj přítel se studeným čumákem        | Detektiv Michael Dooley         |                      |
| 1989      | Homer a Eddie                              | Homer Lanza                     |                      |
| 1989      | Who's Harry Crumb?                         | Muž v autobusu                  |                      |
| 1990      | Takový je byznys                           | Jimmy Dworski                   |                      |
| 1990      | Pan Osud                                   | Larry Joseph Burrows            |                      |
| 1990      | Ďáblové na kolech                          | Cikán                           |                      |
| 1990      | Zapomenout na Palermo                      | Carmine Bonavia                 |                      |
| 1990      | Wedding Band                               | Reverend                        |                      |
| 1991      | Kudrnatá holka                             | Tanečník Bill                   |                      |
| 1991      | Diary of a Hitman                          | Shandy                          |                      |
| 1991      | Sám a sám                                  | Salvatore Buonarte              |                      |
| 1991      | Abraxas, Guardian of the Universe          | Latimer                         |                      |
| 1992      | Rudé stopy                                 | Jack Dobson                     |                      |
| 1992      | Byl jednou jeden zločin                    | Neil                            |                      |
| 1993      | Divoké palmy                               | Harry Wyckoff                   |                      |
| 1993      | Poslední akční hrdina                      | James Belushi                   |                      |
| 1994      | Tajný agent Royce                          | Shane Royce                     | TV film              |
| 1994      | Parallel Lives                             |                                 | TV film              |
| 1995      | Sahara                                     | Seržant Joe Gunn                | TV film              |
| 1995      | Kanadská slanina                           | Charles Jackal                  |                      |
| 1995      | Oddělené životy                            | Tom Beckwith                    |                      |
| 1995      | Gargoyles                                  | Fang                            | 3 díly               |
| 1995      | Oblázek a tučňák                           | Rocko (hlas)                    |                      |
| 1995      | Johnny zapíná rádio                        | Tuerto                          |                      |
| 1995      | Irving                                     |                                 |                      |
| 1996      | Rolničky, kam se podíváš                   | Santa v obchodním domě          |                      |
| 1996      | Sluneční šíp                               | Frank Machi                     |                      |
| 1996      | Gold in the Streets                        | Mario                           |                      |
| 1996      | Neuvěřitelná dobrodružství Rudly a Koumáka |                                 | 3 díly               |
| 1996      | Mighty Ducks                               | Phil Palmfeather                | 3 díly               |
| 1996–1999 | Arnoldovy patálie                          | Trenér Wittenberg               | 4 epizody, 1996–1999 |
| 1997      | Gang policajtů                             | Frank Divinci                   |                      |
| 1997      | Retroactive                                | Frank Lloyd                     |                      |
| 1997      | Žít v nebezpečí                            | Harrison/Oliver                 |                      |
| 1997      | Bad Baby                                   | Otec (hlas)                     |                      |
| 1997      | Dog's Best Friend                          |                                 | TV film              |
| 1997      | Království hraček                          | Gonzargo (hlas)                 |                      |
| 1997      | Vrtěti psem                                | Jim Belushi                     |                      |
| 1997      | Total Security                             | Steve Wegman                    | 13 dílů              |
| 1999      | Tanec smrti                                | Stevie Rosellini                |                      |
| 1999      | Tvrdá spravedlnost                         |                                 | TV film              |
| 1999      | Mrtvý muž                                  | Bill Manucci                    |                      |
| 1999      | Sob Robbie a Velké sobí závody             |                                 | TV film              |
| 1999      | K-9 II. Můj přítel se studeným čumákem     | Detektiv Michael Dooley         |                      |
| 1999      | Louskáček                                  | Reginald, královská myš (hlas)  |                      |
| 1999      | Hōhokekyo tonari no Yamada-kun             | Takashi (hlas)                  | anglický dabing      |
| 1999      | Bar Florentine                             | Billy Belasco                   |                      |
| 2000      | Vrať se mi                                 | Joe Dayton                      |                      |
| 2000      | Kdo zabil děti z Atlanty?                  |                                 | TV film              |
| 2001      | K. O.                                      | Chuck Scarett                   |                      |
| 2001–2009 | According to Jim                           | James Orenthal                  | 182 dílů             |
| 2002      | Sněžní psi                                 | Demon (hlas)                    |                      |
| 2002      | Pinocchio                                  | Farmář (hlas)                   |                      |
| 2002      | Není úniku                                 | Harry Wooltz                    |                      |
| 2002      | K-9: Soukromý detektiv                     | Detektiv Michael Dooley         | Video film           |
| 2003      | Easy Six                                   | Elvis                           |                      |
| 2004      | DysEnchanted                               | Doktor                          |                      |
| 2004      | Less than Perfect                          | Eddie Smirkoff                  |                      |
| 2005      | Karcoolka                                  | Dřevorubec (hlas)               |                      |
| 2006      | Casper a strašidelná škola                 | Alder (hlas)                    |                      |
| 2006      | Divočina                                   | Benny (hlas)                    |                      |
| 2006      | Tugger - Džíp, který chtěl létat           | Tugger (hlas)                   |                      |
| 2007      | Superpes                                   | Otec                            |                      |
| 2007      | Holky jdeme na to aneb putování tučňáků    | "Všichni jsou k*" tučňák (hlas) |                      |
| 2007      | Tehdy o Vánocích                           | Santa Claus (hlas)              |                      |
| 2008      | Scooby-Doo a král skřítků                  | Goblin (hlas)                   |                      |
| 2008      | Sněžní přátelé                             | Záchranářský pes (hlas)         |                      |
| 2010      | Muž ve stínu                               | John Maddox                     |                      |
| 2010      | Obhájci                                    | Nick Morelli                    |                      |
| 2011      | Cougars Inc.                               | Dan Fox                         |                      |
| 2011      | Šťastný Nový rok                           | stavbař Super                   |                      |
| 2012      | Dorothy of Oz                              | Zbabělý lev (hlas)              |                      |
| 2012      | Doba ledová 4: Země v pohybu               | Marco (hlas)                    |                      |
| 2012      | The Secret Lives of Dorks                  | Bronko                          |                      |
| 2013      | Legenda Země Oz: Dorotka se vrací          | Lion                            |                      |
| 2015      | Všude dobře, doma peklo                    | Les                             |                      |
| 2016      | Undrafted                                  | Jim                             |                      |
| 2016      | The Whole Truth                            | Boone Lassiter                  |                      |
| 2016      | The Hollow Point                           | Diaz                            |                      |
| 2016      | Katie se loučí                             | Bear                            |                      |
| 2013      | A Change of Heart                          | Hank                            |                      |
| 2013      | Sollers Point                              | Carol                           |                      |
| 2013      | Kolo zázraků                               | Humpty                          |                      |